# Kulia
Kulia (Kua, Tuapa) – miejscowość w Tuvalu, położona na wyspie Niutao.
Osada ma powierzchnię 0,35 km². W 2001 roku zamieszkiwało ją 219 osób, a w 2012 roku – 200.